# Jocs Paralímpics
Els Jocs Paralímpics són un esdeveniment internacional on participen esportistes amb alguna discapacitat física o sensorial: Se celebra cada quatre anys durant les setmanes posteriors als Jocs Olímpics, sota els auspicis del Comitè Paralímpic Internacional.

Bandera de la Discapacitat és la bandera que representa les persones amb discapacitat i els seus drets. Els seus colors estan inspirats en els jocs Paralímpics.

Primer símbol paralímpic.

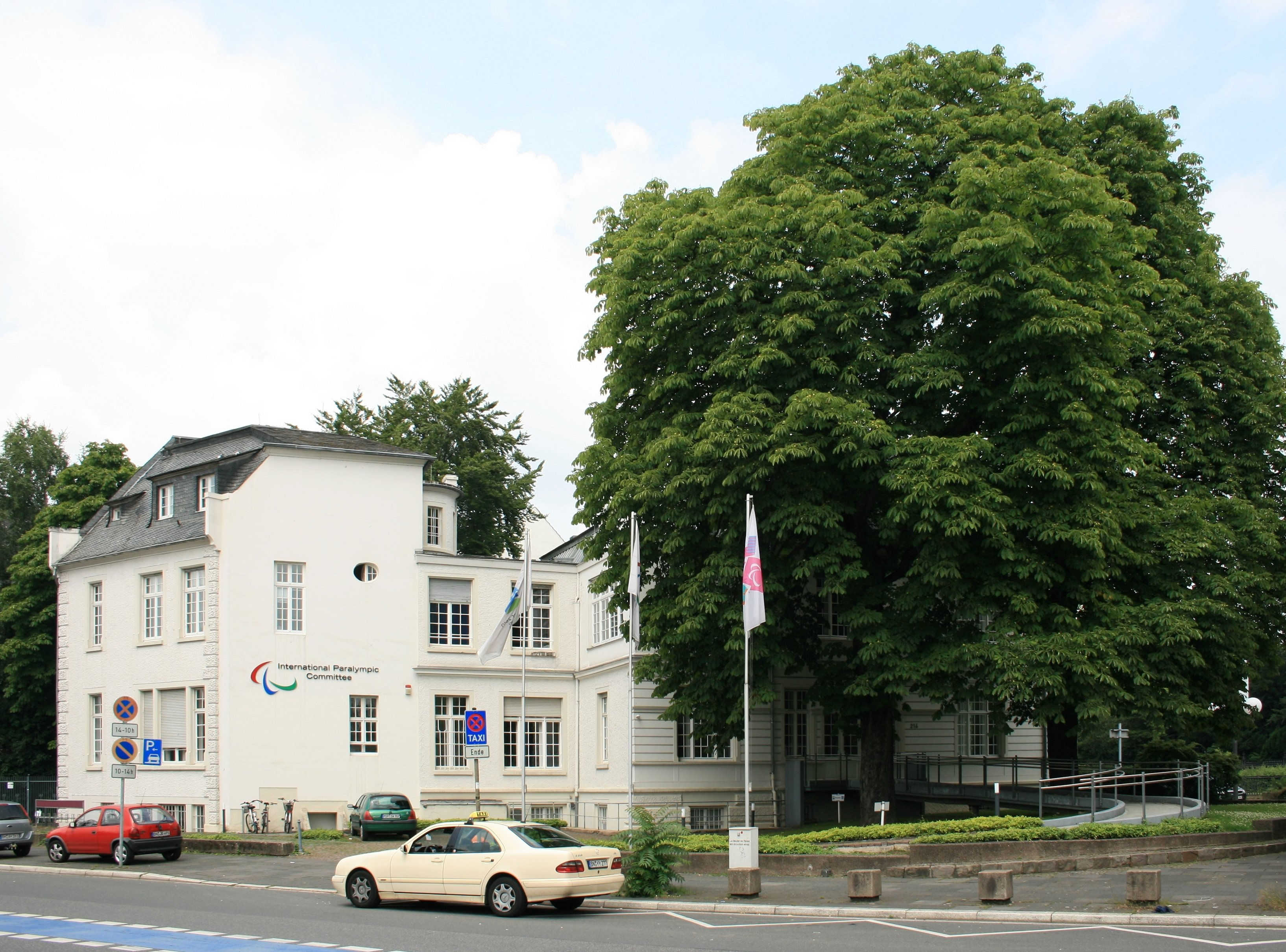
Seu central de l'IPC a Bonn.

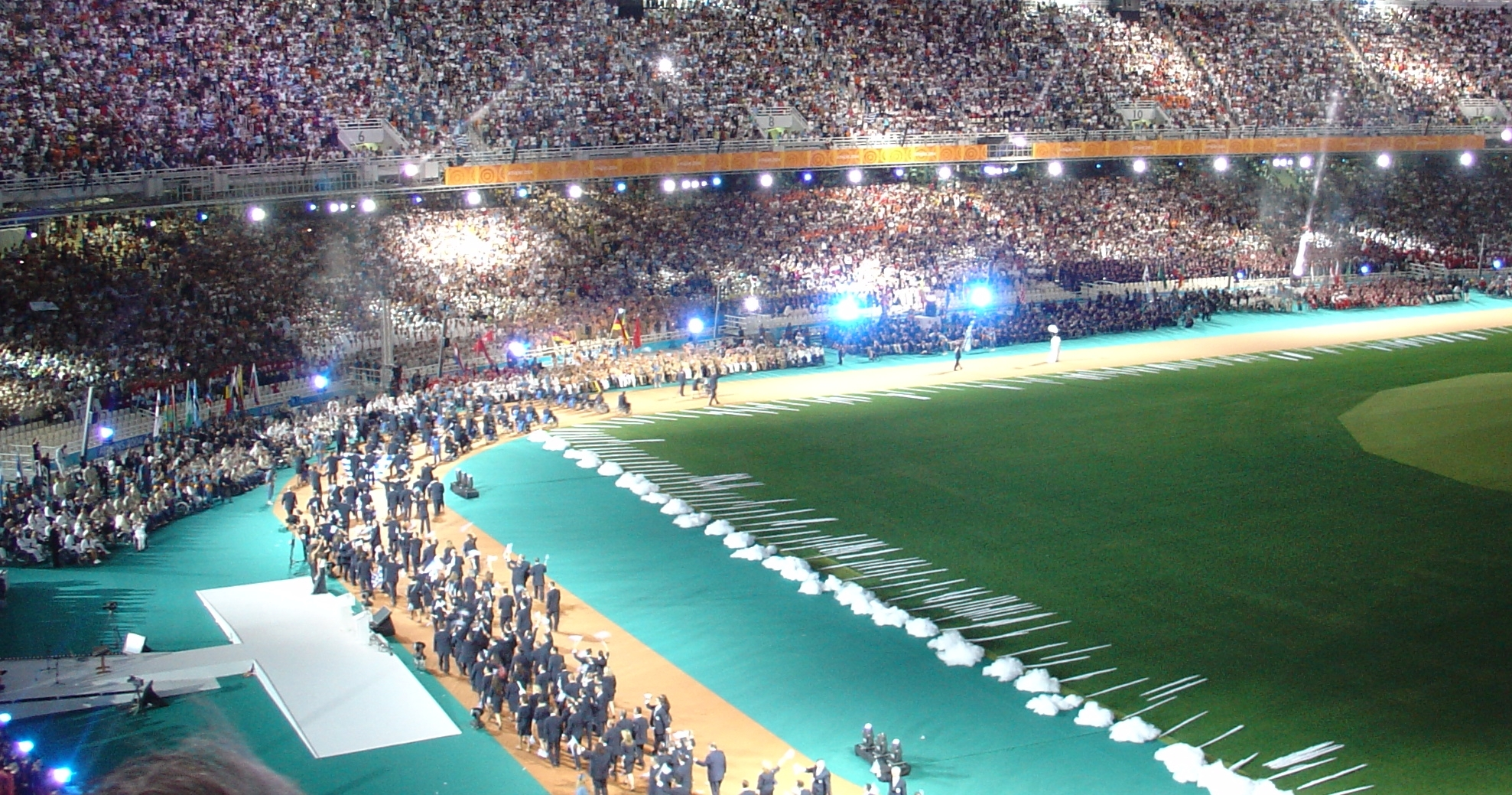
Cerimònia d'obertura dels Jocs Paralímpics a Atenes el 2004.

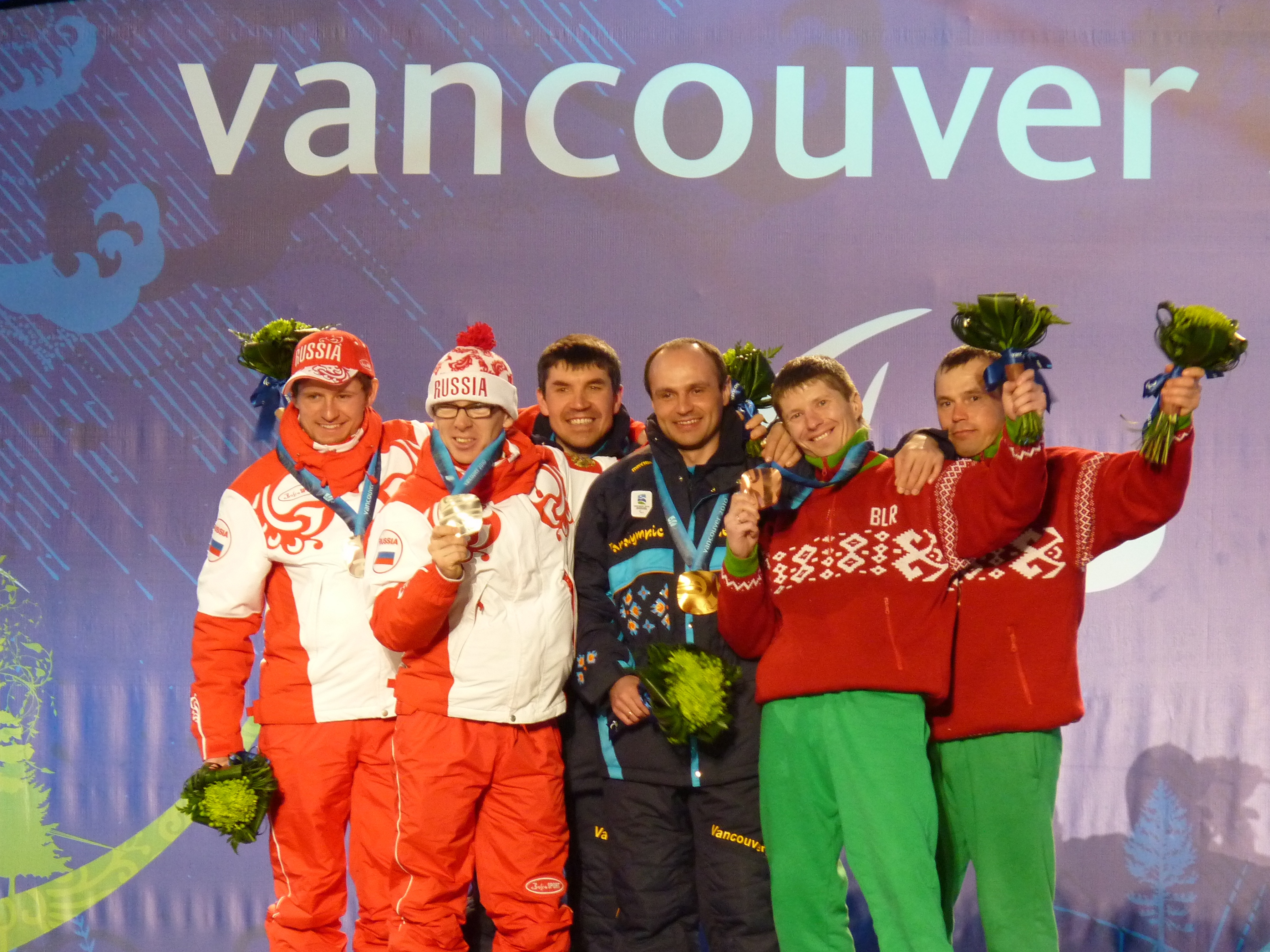
Cerimònia d'entrega de medalles als Jocs Paralímpics de 2010.

Els primers Jocs Paralímpics d'estiu es van celebrar l'any 1960 a Roma (Itàlia), i els primers Jocs Paralímpics d'hivern van ser l'any 1976 a Örnsköldsvik (Suècia). Hi participen atletes amb discapacitat motriu, amputacions, ceguesa i paràlisi cerebral. Els que tenen deficiències mentals, en canvi, participen en els Jocs Mundials Special Olympics.
Les funcions a partir de la seva disminució son:
- Amputació: atletes amb una amputació parcial o total d'alguna extremitat.
- Paràlisi cerebral: atletes amb lesions cerebrals no progressives, per exemple, paràlisi cerebral, traumatisme cranial, Accident vascular cerebral o discapacitats similars que afectin el control dels muscles, el sentit de l'equilibri o la coordinació.
- Discapacitat intel·lectual: atletes amb una discapacitat de desenvolupament significativa i limitacions associades al comportament adaptatiu. (Aquesta categoria ha quedat suspesa actualment).
- Cadira de rodes: atletes amb lesions medul·lars i altres discapacitats per les quals hagin de competir amb cadira de rodes.
- Discapacitat visual: atletes amb discapacitat visual, amb nivells que van des d'una visió parcial fins a una ceguesa total.
- Altres: atletes amb una discapacitat física no inclosa en cap de les altres cinc categories, com el nanisme, l'esclerosi múltiple o les deformacions congènites d'alguna extremitat com la causada per la Talidomida. (El nom amb què es coneix aquesta categoria és el nom en francès Les Autres).

## Història
Els Jocs Paralímpics tenen com a precedent una competició esportiva organitzada des de l'any 1948 a Anglaterra per Sir Ludwig Guttmann, en la qual participaven excombatents de la Segona Guerra Mundial que havien patit lesions a la columna vertebral i que eren a l'Hospital Stoke Mandeville. Va ser el 1960, any en què es van celebrar els Jocs Olímpics de Roma, que es van organitzar els primers Jocs Paralímpics, oberts a tots els esportistes amb discapacitats físiques i no només als veterans de guerra. A partir de 1976, coincidint amb els primers Jocs Paralímpics d'hivern, es van incloure altres tipus de discapacitats.
La participació ha anat creixent en cada edició de manera espectacular, des dels 400 atletes a Roma, l'any 1960, fins als més de 4.200 a Pequín, l'any 2008.
Des de la celebració dels Jocs Olímpics d'Estiu de 1988 a Seül (Corea del Sud), els Jocs Paralímpics es fan a la mateixa ciutat on es realitzen els Jocs Olímpics.

## Edicions dels Jocs Paralímpics d'estiu
Font:
| Edició | Any  | Seu                        | Líder Medaller  |
| ------ | ---- | -------------------------- | --------------- |
| I      | 1960 | Roma                       | Itàlia          |
| II     | 1964 | Tòquio                     | Estats Units    |
| III    | 1968 | Tel-Aviv                   | Estats Units    |
| IV     | 1972 | Heidelberg                 | RFA             |
| V      | 1976 | Toronto                    | Estats Units    |
| VI     | 1980 | Arnhem                     | Estats Units    |
| VII    | 1984 | Nova York Stoke Mandeville | Estats Units    |
| VIII   | 1988 | Seül                       | Estats Units    |
| IX     | 1992 | Barcelona                  | Estats Units    |
| X      | 1996 | Atlanta                    | Estats Units    |
| XI     | 2000 | Sydney                     | Austràlia       |
| XII    | 2004 | Atenes                     | R.P. de la Xina |
| XIII   | 2008 | Beijing                    | R.P. de la Xina |
| XIV    | 2012 | Londres                    | R.P. de la Xina |
| XV     | 2016 | Rio de Janeiro             | R.P. de la Xina |
| XVI    | 2020 | Tòquio                     | R.P. de la Xina |
| XVII   | 2024 | París                      |                 |
| XVIII  | 2028 | Los Angeles                |                 |
| XIX    | 2032 | Brisbane                   |                 |

1. ↑  Posposat a 2021 per la pandèmia de la COVID-19.[19] The Games were held from 24 agost to 5 setembre 2021.[20]

## Edicions dels Jocs Paralímpics d'hivern
Font:
| Edició | Any  | Seu                    | Líder Medaller  |
| ------ | ---- | ---------------------- | --------------- |
| I      | 1976 | Örnsköldsvik           | RFA             |
| II     | 1980 | Geilo                  | Noruega         |
| III    | 1984 | Innsbruck              | Àustria         |
| IV     | 1988 | Innsbruck              | Noruega         |
| V      | 1992 | Tignes-Albertville     | Estats Units    |
| VI     | 1994 | Lillehammer            | Noruega         |
| VII    | 1998 | Nagano                 | Noruega         |
| VIII   | 2002 | Salt Lake City         | Alemanya        |
| IX     | 2006 | Torí                   | Rússia          |
| X      | 2010 | Vancouver              | Alemanya        |
| XI     | 2014 | Sochi                  | Rússia          |
| XII    | 2018 | Pyeongchang            | Estats Units    |
| XIII   | 2022 | Beijing                | R.P. de la Xina |
| XIV    | 2026 | Milà-Cortina d'Ampezzo |                 |

## Esports

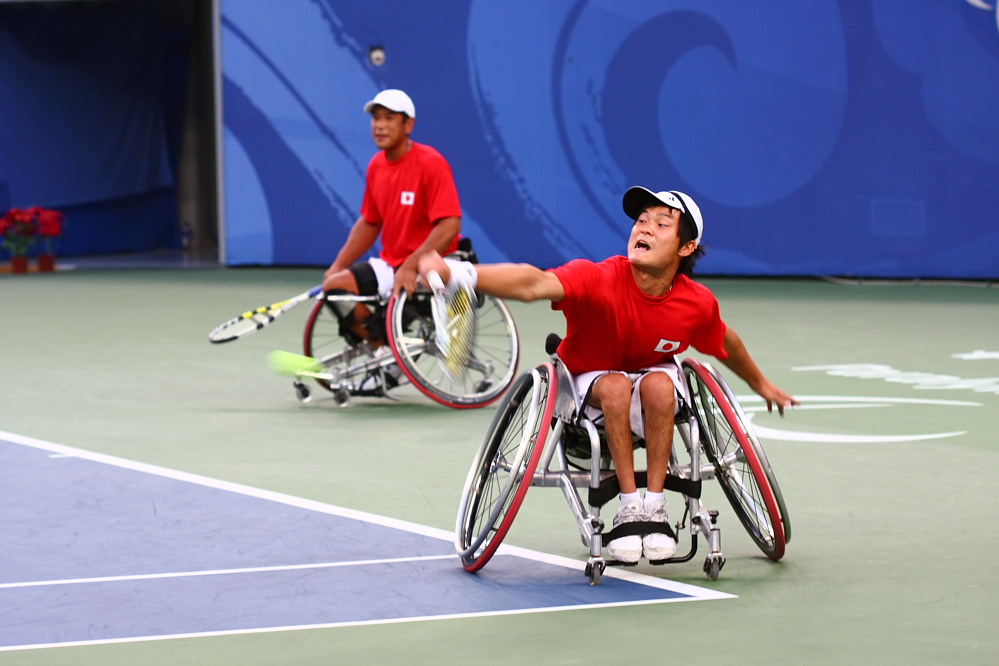
Tennis en cadira de rodes als Jocs Paralímpics d'estiu de 2008 a Pequín

Els esports inclosos actualment als Jocs Paralímpics d'estiu són:
| - Aixecament de pes - Atletisme paralímpic - Bàsquet amb cadira de rodes - Boccia - Ciclisme paralímpic - Equitació - Esgrima amb cadira de rodes | - Futbol 5 - Futbol 7 - Golbol - Judo - Natació paralímpica - Rem - Rugbi amb cadira de rodes | - Tennis amb cadira de rodes - Tennis de taula - Tir amb arc - Tir paralímpic - Vela - Voleibol asseguts |

Els esports que formen part dels Jocs Paralímpics d'hivern són:
- Programa alpí paralímpic:
  - Esquí alpí paralímpic
  - Surf de neu paralímpic
- Esquí nòrdic paralímpic:
  - Biatló paralímpic
  - Esquí de fons paralímpic
- Hoquei sobre gel en trineu
- Cúrling amb cadira de rodes

## Categories per discapacitat

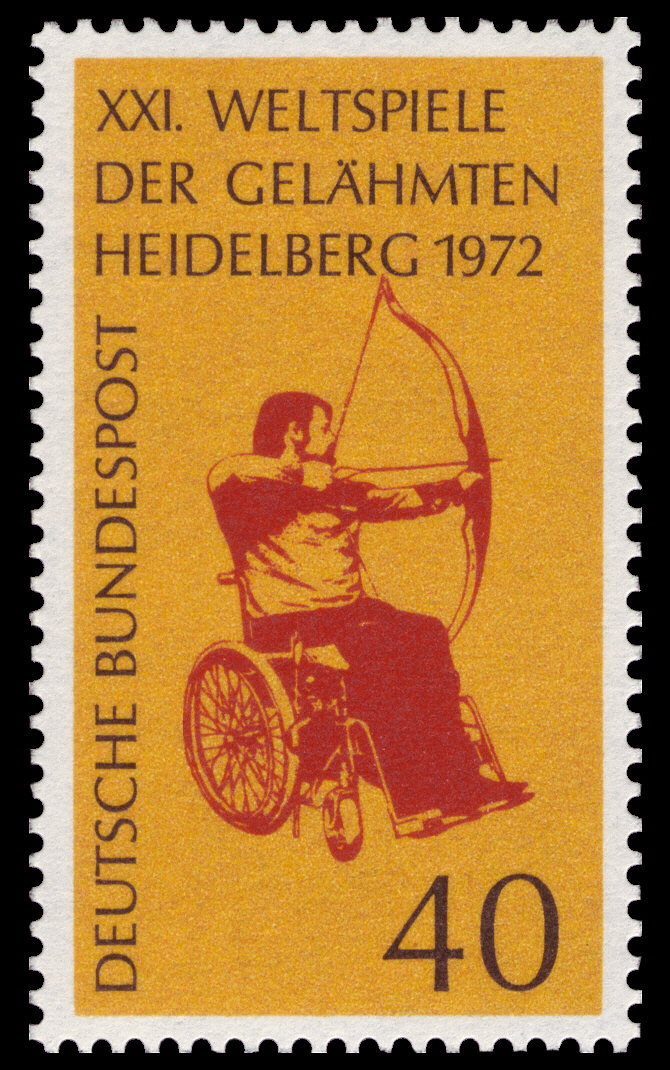
Segell sobre Heidelberg 1972

Aquestes categories s'apliquen tant als Jocs Paralímpics d'hivern com els d'estiu.
- Amputació: atletes amb una amputació parcial o total d'alguna extremitat.
- Paràlisi cerebral: atletes amb lesions cerebrals no progressives, per exemple, paràlisi cerebral, traumatisme cranial, Accident vascular cerebral o discapacitats similars que afectin el control dels muscles, el sentit de l'equilibri o la coordinació.
- Discapacitat intel·lectual: atletes amb una discapacitat de desenvolupament significativa i limitacions associades al comportament adaptatiu. (Aquesta categoria ha quedat suspesa actualment).
- Cadira de rodes: atletes amb lesions medul·lars i altres discapacitats per les quals hagin de competir amb cadira de rodes.
- Discapacitat visual: atletes amb discapacitat visual, amb nivells que van des d'una visió parcial fins a una ceguesa total.
- Altres: atletes amb una discapacitat física no inclosa en cap de les altres cinc categories, com el nanisme, l'esclerosi múltiple o les deformacions congènites d'alguna extremitat com la causada per la Talidomida. (El nom amb què es coneix aquesta categoria és el nom en francès Les Autres).